# 李璽 (宣德進士)
李璽（1407年—？），字朝用，湖廣衡州府耒陽縣人，明朝政治人物。進士出身。

## 生平
湖廣鄉試第二十四名。宣德五年（1430年）丁丑科會試第七十四名，殿試登進士第三甲第五十四名。

## 家族
曾祖父李添富。祖父李政，曾任任山東掖縣主簿。父亲李軏。